# محمد باي الكبير
الباي محمد بن عثمان بن إبراهيم الكردي أو الباي محمد الكبير كما هو شائع عنه، كان والي بايلك الغرب بأيالة الجزائر التابعة للدولة العثمانية ومن الذين ساهموا في صناعة تاريخ الجزائر الحالي في أواخر القرن الثامن عشر إذ حكم بصفته بايًا من 20 جمادى الثانية 1193 هـ إلى 25 جمادى الأولى 1212 هـ / يونيو 1779م إلى نوفمبر 1797م. تميز عن بقية البايات بأعماله التي عبرت بوضوح أن الرجل كان مسايرًا لمشروع حضاري تغذيه حركة إصلاحية عاشت المخاض في عهده.

## مولده ونسبه

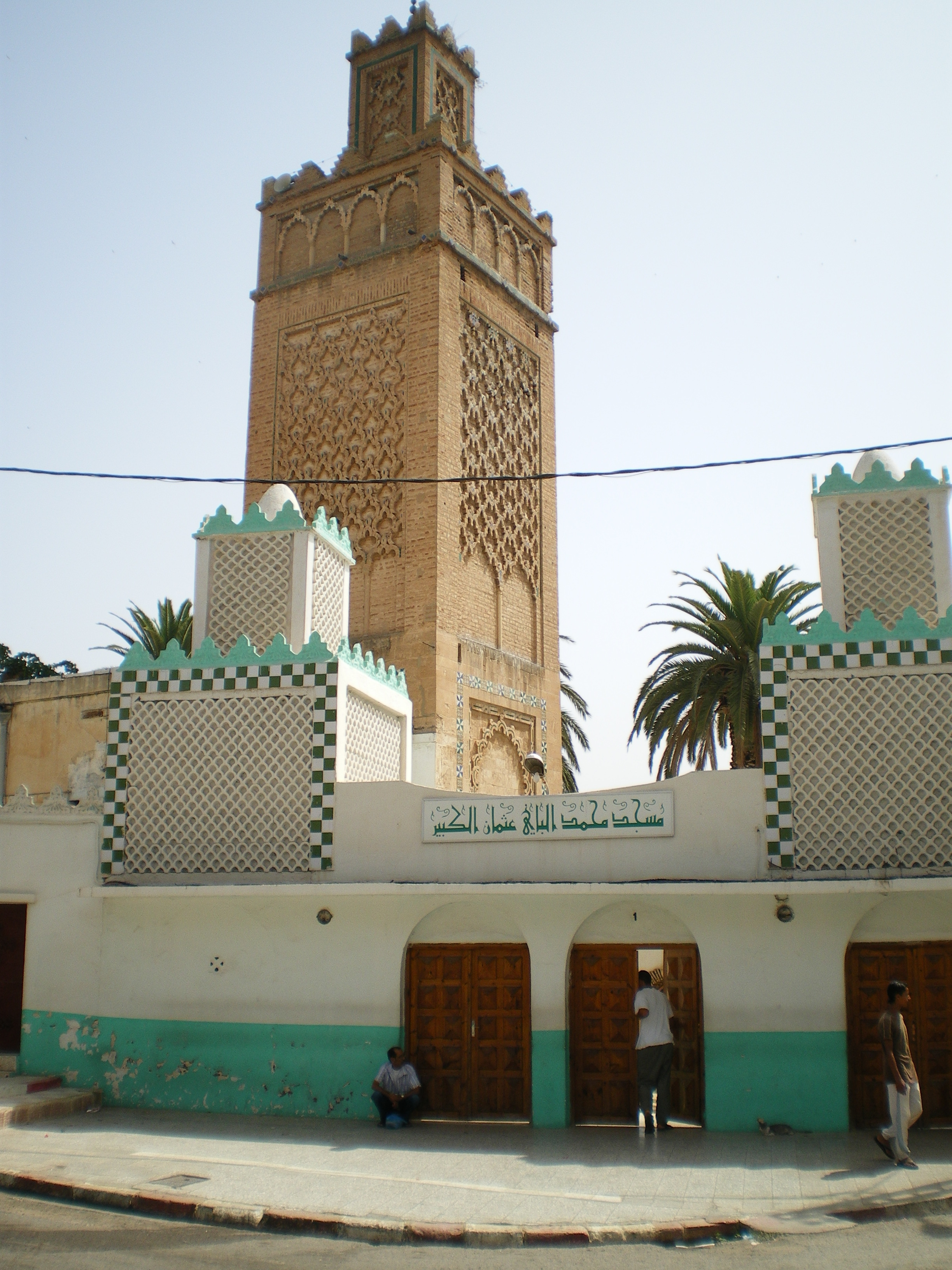
مسجد الباي محمد عثمان الكبير

ولد الباي محمد الكبير بمليانة، التي كانت تحت قيادة والده عثمان الكردي، ولا يمكننا تحديد تاريخ ولادته بدقة، إلا أن الخزندار «تدينا Thédenat» قدر عمر الباي محمد عند أول لقاء به في قصره عام 1779م بين أربعين وخمس وأربعين سنة أي ولد بين 1734 و1739م.
وتجمع المصادر التي طرقت سيرة الباي محمد الكبير أنه ابن عثمان الكردي وبذلك يظهر أنه ينحدر من السلالة الكردية المستقرة بتركيا

## صفاته
اتفقت المصادر العربية والأوروبية علـى الصفات الحميدة للباي محمد الكبير، وهي نافذة لاكتشاف جوانب شخصية هذا الرجل كحاكم متنور في عصر الأنوار، ونحوصلها في النقاط التالية:
- الالتزام بالشورى.
- احترام أهل الذمة وأهل الصلح.
- الصفح عن المذنبين التائبين.
- الوفاء بالوعد والتعجيل بالمعروف.
- الجود والسخاء.
- التعرض إلى كل من أساء إلى الإسلام قولًا أو فعلًا سواء كانوا يهودًا أو نصارى أو منافقي الأمة الإسلامية.
- الحزم والشجاعة.
- الخبرة الحربية.
- الحلم.

## تدرجه في الحكم
محمد بن عثمان بايا للغرب الجزائري:1779 م-1797 م:
شرع الباي محمـدًا بن عثمان فور توليته في إثبات قدرته على تسيير بايليك الغرب، وسعى إلى التجاوب مع النهضة التي أخذت تحياها أيالة الجزائر، في مختلف مقاطعاتها الإدارية، ورأى أنه لا يتسنى له ذلك إلا بقوة ديوانه وإدارته وجهازه القضائي والعسكري، ومن ثمة راح ينظم ديوانه معينًا مقرّبيه ممن تتوفر فيهم الكفاءة والتقوى في المناصب الإدارية الحكومية الهامة، وكذا منصب القضاء الذي تعكس قوته، قوّة حكم الباي، وما تشييده للمحكمة بمعسكر إلا دليلًا على اهتمامه بالقضاء والقاضي معًا.
ولما كانت تنتظره تحديات عسكرية، فقد أولى اهتمامًا كبيرًا بالجيش سواء كان في شكل فرق إنكشارية أو مجموعات مخزنية ﴿الزمالة والدواير﴾ ولم تخبرنا المصادر أن فتنة عسكرية وقعت في عهد الباي محمد الكبير، بل بالعكس كان هذا الجيش وراء جميع النشاطات العسكرية التي حركها الباي ضد الإسبان بوهران والقبائل العاصية ببايليك الغرب أو خارجه.

## إنجازاته
من أهم انجازات الباي محمد بن عثمان الكبير هي الفتح الثاني لمدينة وهران ضد الاحتلال الاسباني يوم 5 رجب 1206 هـ (1792م)، وهذا بعد خمسة محاولات تكللت المحاولة الرابعة بنجاح مؤقت، حيث فتحها الباي مصطفى بن يوسف المدعو بوشلاغم سنة 1119 هـ (1708م) ولكن سقطت بعد ذلك سريعًا في يد الاحتلال الإسباني مرة أخرى سنة 1114 هـ (1732م) والذين رسوا بمرسى الحريشة غربي وهران ثم خرجوا للبر خيلًا ورجالًا في عدة وعدد وقوة ومدد. وقد واجههم بوشلاغم في نحو 4000 جندي ولكن لم يقوى عليهم.
وقد كان الباي محمد بن عثمان قد جهز جيشًا حصل له به النصر بإذن الله. فخرج من معسكر قاصدًا فتح وهران، وقد قدم أمامه البارود في عدة صناديق، فنزل بسيق وارتحل من الغد يريد قتال الاسبان، فنزل بوادي تليلات، واجتمعت عليه الأعراش بالعز والتمكين ثم نزل على وهران فضايقها وحاصرها لأيام عديدة حتى تم له الفتح الأكبر.

## وفاته
توفي الباي محمد الكبير في مساء يوم الأربعاء 25 جمادى الأولى 1212 هـ الموافق 15 نوفمبر 1797م وهو راجع من مدينة الجزائر، بعد أن أدى دنوشه وأتم الثمانية أيام من الضيافة لدى حضرة الداي حسن، وذكر أحمد الشريف الزهار أنه توفي ببلاد قبيلة السائح بن خضرة، كبير أولاد قصير، قرب مازونة، وحمله أولاده ميتًا إلى وهران، ودفن بمدرسة خنق النطاح، مقابل جبهة البحر، وذلك بأمر من ابنه الأكبر «عثمان» وتبقى أسباب وفاته الحقيقية غامضة إلى يومنا هذا.